# Nabla
Nabla é um símbolo representado por ∇. O nome está associado à palavra grega νάβλα (nabla) que designa um instrumento musical - o nablo, uma harpa de origem fenícia, semelhante à lira - que teria uma forma parecida à do símbolo.

Este é o símbolo nomeado Nabla

O símbolo nabla — também chamado de grad, del ou atled (delta ao contrário) — foi introduzido por William Rowan Hamilton em 1837, mas não com o objetivo de representar o gradiente de uma função. Sempre que Hamilton precisava resumir alguma operação, usava esse triângulo invertido.
Posteriormente, o símbolo foi batizado por Peter Guthrie Tait (1831–1901), um colega de Maxwell. Tait chamou o ∇ de “nabla”, por achar que a imagem se parecia a uma lira de origem hebraica que tinha esse nome.
C. T. Tai escreveu um relatório técnico sobre “usos impróprios” de ∇ em artigos teóricos de análise vetorial.

## Cálculo

### Cálculo Vetorial
No cálculo vetorial, o operador {\textstyle {\vec {\bigtriangledown }}}, pronunciado nabla ou del, é um símbolo usado para denotar uma série de operadores diferenciais deﬁnidos em campos escalares e vetorias, como gradiente, divergente e rotacional. Ele é deﬁnido simbolicamente como:
{\displaystyle {\vec {\bigtriangledown }}={\vec {i}}{\partial  \over \partial x}+{\vec {j}}{\partial  \over \partial y}+{\vec {k}}{\partial  \over \partial z}}
Rigorosamente falando, o operador del não é um operador diferencial, mas antes uma mnemónica, que ajuda a lembrar de uma série de operadores diferenciais:
{\displaystyle {\vec {\bigtriangledown }}f=i{\partial f \over \partial x}+{\vec {j}}{\partial f \over \partial y}+{\vec {k}}{\partial f \over \partial z}(Gradiente),}
{\displaystyle {\vec {\bigtriangledown }}\cdot {\vec {F}}={\partial F_{1} \over \partial x}+{\partial F_{2} \over \partial y}+{\partial F_{3} \over \partial z}(Divergente),}
{\displaystyle {\vec {\bigtriangledown }}\times {\vec {F}}={\vec {i}}{\biggl (}{\partial F_{3} \over \partial y}-{\partial F_{2} \over \partial z}{\Biggr )}+{\vec {j}}{\biggl (}{\partial F_{1} \over \partial z}-{\partial F_{3} \over \partial x}{\Biggr )}+{\vec {k}}{\biggl (}{\partial F_{2} \over \partial x}-{\partial F_{1} \over \partial y}{\Biggr )}(Rotacional).}
O rotacional pode ser representado pelo seguinte determinante simbólico, que funciona como mnemónica, para lembrar mais facilmente a deﬁnição:
{\displaystyle {\vec {\bigtriangledown }}\times {\vec {F}}={\begin{vmatrix}{\vec {i}}&{\vec {j}}&{\vec {k}}\\\ {\operatorname {\partial }  \over \operatorname {\partial } \!x}&{\operatorname {\partial }  \over \operatorname {\partial } \!y}&{\operatorname {\partial }  \over \operatorname {\partial } \!z}\\\ F_{1}&F_{2}&F_{3}\end{vmatrix}}}